# 氧杂氮杂环庚三烯
氧杂氮杂环庚三烯（Oxazepine），别名氧杂氮杂䓬，是环庚三烯的其中两个碳原子分别被氧和氮取代的产物，根据氧和氮的位置的不同，有1,2-氧杂氮杂环庚三烯和1,4-氧杂氮杂环庚三烯两种杂环。
以此为母体的化合物有CR气体、阿莫沙平等。